# Haicang
Haicang (chinesisch 海沧区, Pinyin Hǎicāng Qū) ist ein chinesischer Stadtbezirk in der Provinz Fujian. Er gehört zum Verwaltungsgebiet der Unterprovinzstadt Xiamen. Haicang hat eine Fläche von 218,9 km² und zählt 582.519 Einwohner (Stand: 2020). Er liegt im Südwesten der Xiamen-Insel.